# Stipe Erceg
Stipe Erceg [ɛrtseg] (ur. 30 października 1974 w Splicie) – niemiecko-chorwacki aktor, najbardziej znany z roli Petera w filmie Edukatorzy, za który wraz z Danielem Brühlem otrzymali nagrodę dla najlepszego aktora na Monachijskim Festiwalu Filmowym.
W 1978 wraz z rodzicami przeprowadził się do Tybingi. W latach 1996–2000 studiował aktorstwo w Europäisches Theaterinstitut w Berlinie. Naukę kontynuował w Grotowski-Zentrum w Pontederze.

## Wybrana filmografia

### Filmy kinowe
- 2004: Edukatorzy (Die fetten Jahre sind vorbei) jako Peter
- 2004: Nie szukaj mnie (Such mich nicht) jako Lino
- 2004: Drobne zmiany (SommerHundeSöhne) jako Marc
- 2007: Die Aufschneider jako dr Frank Norbert Stein
- 2008: Baader-Meinhof (Der Baader Meinhof Komplex) jako Holger Meins
- 2008: Mały Paryż (Little Paris) jako Wassily
- 2009: Albańczyk jako Damir
- 2011: Tożsamość (Unknown) jako Jones
- 2011: Hell jako Tom
- 2012: Czwarty stan (The Fourth State) jako Vladimir
- 2012: Siostry wampirki jako Mihai Tepes
- 2014: Siostry wampirki 2 (Die Vampirschwestern 2 – Fledermäuse im Bauch) jako Mihai Tepes
- 2016: Die Vampirschwestern 3 – Reise nach Transsilvanien jako Mihai Tepes

### Filmy TV
- 2005: W poszukiwaniu sprawiedliwości (Hunt for Justice) jako Pasko Odzak, miejscowy tłumacz
- 2006: Kahlschlag jako Fabo
- 2007: Ein spätes Mädchen jako Lino
- 2008: Ohnmacht jako Branco
- 2012: Opowieść z tysiąca i jednej nocy. Aladyn i Szeherezada (Le mille e una notte: Aladino e Sherazade) jako Jafar

### Seriale TV
- 2004: Die Kirschenkönigin
- 2009: Nachtschicht
- 2009: Tatort: Häuserkampf jako Zoltan Didic

### Filmy krótkometrażowe
- 2001: Niemiecki rok 00 (Tyskland år 00) jako Dobry Samarytanin
- 2003: Kiki i Tygrys (Kiki+Tiger) jako Kiki
- 2003: Człowiek (Der Typ)
- 2004: Puca jako Puca
- 2008: Sara jako Sveto